# Carsten Brandenborg
Carsten Brandenborg (født 26. august 1945) er en dansk tidligere fodboldspiller. Han spillede kun en landsholdskamp i 1972. Han spillede 180 førsteholdskampe for Randers Freja fra 1969 til 1977.